# Bill Kopp
William Kopp es un animador, escritor y actor de doblaje estadounidense.

## Carrera
Kopp estudió animación en el Instituto de las Artes de California. En 1984, ganó un premio al mérito de los Student Academy Awards por Mr. Gloom. En 1985, ganó un Premio de la Academia para Estudiantes por Riesgo de Observación.
Kopp animó a Whammy en el programa de juegos Press Your Luck de la década de 1980 y prestó su voz al personaje principal en Fox, Eek! El Gato y Kutter en The Terrible Thunderlizards, que creó con Savage Steve Holland. También prestó su voz a Tom en las películas Tom and Jerry: Blast Off to Mars y Tom and Jerry: The Fast and the Furry
Fue animador de los cortos "Los Simpson" de El show de Tracey Ullman, pero se fue después de una temporada.
Kopp creó The Shnookums and Meat Funny Cartoon Show y Mad Jack the Pirate, trabajó como productor ejecutivo y escritor para Toonsylvania, produjo y dirigió los dibujos animados de Tom y Jerry, escribió Hare and Loathing in Las Vegas y The Incredible Crash Dummies. Kopp trabajó en la historia de los tres Roger Rabbit Shorts, Tummy Trouble, Roller Coaster Rabbit y Trail Mix-Up. También fue el escritor, director y coproductor del final de serie de Tales from the Crypt, "The Third Pig".
Fue el director de la mayoría de los episodios de The Twisted Whiskers Show.
Kopp es un habitual en Mighty Magiswords de Cartoon Network y proporciona la voz de Man Fish the Fish Man.
Actualmente reside en California.

## Filmografía

### Película
| Año  | Título                                | Rol               | Notas                                                             |
| ---- | ------------------------------------- | ----------------- | ----------------------------------------------------------------- |
| 1985 | Jac Mac and Rad Boy Go!               | Rad Boy           |                                                                   |
| 1985 | Better Off Dead                       |                   | animador                                                          |
| 1986 | One Crazy Summer                      |                   | diseñador de personajes supervisor de animación jefe de animación |
| 1989 | Tummy Trouble                         |                   | historia animador                                                 |
| 1990 | Roller Coaster Rabbit                 |                   | historia animador                                                 |
| 1993 | Trail Mix-Up                          |                   | historia (sin acreditar)                                          |
| 2005 | Tom and Jerry: Blast Off to Mars      | Tom, Press Guy #1 | escritor director director de voz doblador                        |
| 2005 | Tom and Jerry: The Fast and the Furry | Tom, Frank        | escritor director director de voz doblador                        |

### Televisión
| Año       | Título                                    | Rol | Notas |
| --------- | ----------------------------------------- | --- | --- |
| 1987      | El show de Tracey Ullman                  | | animador |
| 1988-1991 | Un cachorro llamado Scooby-Doo            | | artista del guion gráfico y artista del diseño (sin acreditar)                                                           |
| 1991-1994 | Taz-Mania                                 | | escritor |
| 1992-1997 | Eek! El Gato                              | Eek, Pierre | creador escritor narrador productor supervisor doblador                                                                  |
| 1994      | The Baby Huey Show                        | | director creativo |
| 1995      | The Shnookums and Meat Funny Cartoon Show | Polite Coyote | creador escritor productor director de voz doblador                                                                      |
| 1995-1997 | The What-A-Cartoon! Show                  | Yuckie Duck | actor de voz |
| 1996      | Tales from the Crypt                      | | escritor director director de animación diseñador de personajes artista del guion gráfico Episodio 7.13: "The Third Pig" |
| 1998-1999 | Toonsylvania                              | | creador escritor productor ejecutivo director de voz                                                                     |
| 1998-1999 | Mad Jack the Pirate                       | Mad Jack | creador escritor productor ejecutivo director de casting director de voz doblador                                        |
| 2001      | Capertown Cops                            | | escritor |
| 2002      | House of Mouse                            | | escritor Episodio 3.10: "Humphrey in the House"                                                                          |
| 2004-2007 | Danny Phantom                             | artista del guion gráfico | |
| 2005-2006 | The X's                                   | pintor del fondo | |
| 2010      | 'Til Death                                | Dolphin, Whale | Episodio 4.21: "The Wedding"                                                                                             |
| 2010      | The Twisted Whiskers Show                 | Mister Mewser, Jack | escritor director doblador                                                                                               |
| 2011      | Dan Vs.                                   | voces adicionales | director |
| 2015      | Wabbit                                    | | escritor |
| 2016-2019 | Mighty Magiswords                         | Man Fish the Fish Man, Eel, Boot, Monster Toupee, Centipede 1 & 2, Seaslug-Chan, Justin Bottlenose Posse Person 1, Vendor, Sea Sponge, Vortex Donut, Bear Claw, King Chilidonut, Jeff, Dino | actor de voz |
| 2019      | Amphibia                                  | Marnie | Episodio 1.16: "Bizarre Bazaar"                                                                                          |